# Farellones Airport
Farellones Airport är en flygplats i Chile.   Den ligger i provinsen Provincia de Talca och regionen Región del Maule, i den södra delen av landet, 230 km söder om huvudstaden Santiago de Chile. Farellones Airport ligger 290 meter över havet.
Terrängen runt Farellones Airport är kuperad åt nordost, men åt sydväst är den platt. Terrängen runt Farellones Airport sluttar västerut. Runt Farellones Airport är det glesbefolkat, med 8 invånare per kvadratkilometer..
I omgivningarna runt Farellones Airport växer i huvudsak städsegrön lövskog.